# India címere

India címere

India címere heraldikailag nem címer. Fő elemei három oroszlán, amelyek egy életkeréken ülnek.

## Leírása
A heraldikai szabályok szerint a jelkép valójában nem is igazi címer, inkább egy embléma. A jelkép az úgynevezett Sarnath-i oroszlán oszlopot jeleníti meg. Három ülő oroszlán látható a négyből, alattuk középen az „Élet kereke”, amellett pedig egy ló és egy bika látható. A szobor alatt dévanágari írással az ország mottója olvasható: „सत्यमेव जयते” (Csak az igazság győzedelmeskedik).